# Arcidiocesi di Agra
L'arcidiocesi di Agra (in latino Archidioecesis Agraënsis) è una sede metropolitana della Chiesa cattolica in India. Nel 2022 contava 13.685 battezzati su 29.568.500 abitanti. È retta dall'arcivescovo Raphy Manjaly.

## Territorio
L'arcidiocesi comprende i seguenti distretti: Agra, Aligarh, Auraiya, Budaun, Bulandshahr, Etah, Etawah, Farrukhabad, Firozabad, Gautam Buddha Nagar, Hathras, Kannauj, Mainpuri e Mathura, nello stato di Uttar Pradesh, e Bharatpur e Dholpur nello stato di Rajasthan.
Sede arcivescovile è la città di Agra, dove si trova la cattedrale dell'Immacolata Concezione.
Il territorio è suddiviso in 45 parrocchie.

### Provincia ecclesiastica
La provincia ecclesiastica di Agra, istituita nel 1886, comprende le seguenti suffraganee di rito latino:
- diocesi di Ajmer
- diocesi di Allahabad
- diocesi di Bareilly
- diocesi di Jaipur
- diocesi di Jhansi
- diocesi di Lucknow
- diocesi di Meerut
- diocesi di Udaipur
- diocesi di Varanasi

Fanno parte della medesima provincia ecclesiastica anche due eparchie della Chiesa cattolica siro-malabarese:
- eparchia di Bijnor
- eparchia di Gorakhpur

## Storia
La missione sui iuris dell'Hindustan fu eretta il 17 maggio 1784, ricavandone il territorio dal vicariato apostolico del Gran Mogol (oggi arcidiocesi di Bombay).
Nel 1820 la missione sui iuris fu elevata a vicariato apostolico e, contestualmente all'annessione della missione del Tibet, assunse il nome di vicariato apostolico del Tibet-Hindustan.
L'11 settembre 1834 e il 7 febbraio 1845 cedette porzioni di territorio a vantaggio dell'erezione rispettivamente del vicariato apostolico di Sardhana (in seguito soppresso e riunito ad Agra), e del vicariato apostolico di Patna (oggi diocesi di Allahabad).
Nel 1846 assunse la denominazione di vicariato apostolico di Agra, in seguito alla cessione del Tibet per la creazione del vicariato apostolico di Lhasa (oggi diocesi di Kangding).
Il 21 settembre 1880 cedette un'ulteriore porzione di territorio a vantaggio dell'erezione del vicariato apostolico del Punjab (oggi arcidiocesi di Lahore).
Il 1º settembre 1886 il vicariato apostolico è stato elevato al rango di arcidiocesi metropolitana con la bolla Humanae salutis di papa Leone XIII. Il 7 giugno dell'anno successivo, con il breve Post initam, fu istituita la provincia ecclesiastica di Agra, che comprendeva come suffraganee le diocesi di Lahore (l'ex vicariato apostolico del Punjab) e di Allahabad (l'ex vicariato apostolico di Patna).
Successivamente ha ceduto a più riprese altre porzioni di territorio a vantaggio dell'erezione di nuove circoscrizioni ecclesiastiche, e precisamente:
- la prefettura apostolica di Rajpootana (oggi diocesi di Ajmer) il 17 marzo 1892;
- l'arcidiocesi di Simla (oggi arcidiocesi di Delhi) il 13 settembre 1910; alla stessa arcidiocesi ha ceduto la giurisdizione sulla capitale indiana Delhi il 13 aprile 1937;
- la diocesi di Lucknow il 12 gennaio 1940;
- la diocesi di Meerut il 20 febbraio 1956.

## Cronotassi dei vescovi
Si omettono i periodi di sede vacante non superiori ai 2 anni o non storicamente accertati.
- Zanobi Maria da Firenze, O.F.M.Cap. † (29 agosto 1820 - 23 giugno 1824 deceduto)
- Antonio Pezzoni, O.F.M.Cap. † (27 gennaio 1826 - 1842 dimesso)
- Giuseppe Antonio Borghi, O.F.M.Cap. † (1842 succeduto - 5 novembre 1849 nominato vescovo di Cortona)
- Gaetano Carli, O.F.M.Cap. † (5 novembre 1849 succeduto - prima del 7 dicembre 1856 dimesso)
- Ignazio Persico, O.F.M.Cap. † (19 dicembre 1856 - 24 giugno 1860 dimesso)
- Angelicus Bedenik, O.F.M.Cap. † (18 giugno 1861 - 2 novembre 1866 deceduto)
- Michael Angelus Jacopi, O.F.M.Cap. † (3 marzo 1868 - 14 ottobre 1891 deceduto)
- Emmanuel Alfonso van den Bosch, O.F.M.Cap. † (2 maggio 1892 - 5 maggio 1897 dimesso[2])
- Carlo Giuseppe Gentili, O.F.M.Cap. † (27 agosto 1898 - 30 dicembre 1916 deceduto)
- Angelo Raffaele Bernacchioni, O.F.M.Cap. † (7 agosto 1917 - 21 agosto 1937 deceduto)
- Evangelista Latino Enrico Vanni, O.F.M.Cap. † (21 agosto 1937 succeduto - 21 novembre 1955 dimesso[3])
- Dominic Romuald Basil Athaide, O.F.M.Cap. † (29 febbraio 1956 - 26 giugno 1982 deceduto)
- Cecil DeSa † (11 novembre 1983 - 16 aprile 1998 ritirato)
- Vincent Michael Concessao (5 novembre 1998 - 7 settembre 2000 nominato arcivescovo di Delhi)
- Oswald Gracias (7 settembre 2000 - 14 ottobre 2006 nominato arcivescovo di Bombay)
- Albert D'Souza (16 febbraio 2007 - 12 novembre 2020 ritirato)
- Raphy Manjaly, dal 12 novembre 2020

## Statistiche
L'arcidiocesi nel 2022 su una popolazione di 29.568.500 persone contava 13.685 battezzati, corrispondenti allo 0,0% del totale.
| anno | popolazione | popolazione | popolazione | presbiteri | presbiteri | presbiteri | presbiteri                | diaconi | religiosi | religiosi | parrocchie |
| anno | battezzati  | totale      | %           | numero     | secolari   | regolari   | battezzati per presbitero | diaconi | uomini    | donne     | parrocchie |
| ---- | ----------- | ----------- | ----------- | ---------- | ---------- | ---------- | ------------------------- | ------- | --------- | --------- | ---------- |
| 1950 | 12.200      | 12.000.000  | 0,1         | 40         | 6          | 34         | 305                       |         | 6         | 86        | 22         |
| 1959 | 3.205       | 11.000.000  | 0,0         | 11         | 3          | 8          | 291                       |         | 3         | 36        | 6          |
| 1969 | 4.965       | 12.200.000  | 0,0         | 18         | 3          | 15         | 275                       |         | 21        | 90        | 4          |
| 1980 | 4.961       | 14.504.961  | 0,0         | 18         | 11         | 7          | 275                       |         | 13        | 125       | 5          |
| 1990 | 8.100       | 16.863.000  | 0,0         | 36         | 31         | 5          | 225                       |         | 12        | 166       | 6          |
| 1999 | 11.116      | 27.003.487  | 0,0         | 47         | 37         | 10         | 236                       |         | 18        | 211       | 6          |
| 2000 | 11.804      | 27.008.973  | 0,0         | 55         | 41         | 14         | 214                       |         | 21        | 211       | 7          |
| 2001 | 11.940      | 27.024.295  | 0,0         | 61         | 44         | 17         | 195                       |         | 26        | 224       | 7          |
| 2002 | 12.084      | 27.053.045  | 0,0         | 61         | 46         | 15         | 198                       |         | 22        | 224       | 7          |
| 2003 | 12.925      | 27.088.913  | 0,0         | 50         | 37         | 13         | 258                       |         | 20        | 229       | 7          |
| 2004 | 12.500      | 27.130.781  | 0,0         | 58         | 48         | 10         | 215                       |         | 17        | 234       | 7          |
| 2006 | 12.647      | 27.228.264  | 0,0         | 80         | 69         | 11         | 158                       |         | 17        | 248       | 8          |
| 2012 | 17.032      | 29.188.000  | 0,1         | 83         | 66         | 17         | 205                       |         | 22        | 294       | 35         |
| 2015 | 11.585      | 27.180.800  | 0,0         | 98         | 78         | 20         | 118                       |         | 26        | 321       | 38         |
| 2018 | 13.215      | 27.845.000  | 0,0         | 103        | 87         | 16         | 128                       |         | 22        | 393       | 43         |
| 2020 | 13.665      | 28.300.300  | 0,0         | 114        | 92         | 22         | 119                       |         | 29        | 356       | 45         |
| 2022 | 13.685      | 29.568.500  | 0,0         | 124        | 103        | 21         | 110                       |         | 29        | 350       | 45         |